# بطولة العالم للدراجات على المضمار 1960
بطولة العالم للدراجات على المضمار 1960 هي الدورة ال57 من بطولة العالم للدراجات على المضمار، أجريت في [[لايبزيغ وكيمنتس]]، ألمانيا الشرقية.

## النتائج النهائية
| المسابقة                              | ذهبية                              | فضية                      | برونزية                  |
| ------------------------------------- | ---------------------------------- | ------------------------- | ------------------------ |
| الرجال                                |                                    |                           |                          |
| السرعة الفردية                        | أنطونيو ماسبيس (ITA)               | أوسكار بلاتنر (SUI)       | جوس دي باكر (BEL)        |
| سباق المطاردة الفردية                 | رودي آلتيج (FRG)                   | Willy Trepp (سويسرا)      | إركولي بالديني (إيطاليا) |
| سباق مطاردة الدراجة النارية للهواة    | Georg Stoltze (GDR)                | Siegfried Wustrow (GDR)   | هينك بويس (NED)          |
| سباق مطاردة الدراجة النارية للمحترفين | غييرمو تيمونير (ESP)               | Martin Wierstra (NED)     | نوربرت كوخ (NED)         |
| السيدات                               |                                    |                           |                          |
| السرعة الفردية                        | Galina Yermolayeva (cyclist) (URS) | Valentina Maksimova (URS) | جان دان (GBR)            |
| سباق المطاردة الفردية                 | بريل بيرتون (GBR)                  | ماري تيريز ناسنس (BEL)    | Lyubov Zhogina (URS)     |